# Туризм в Болгарии
Туризм в Болгарии является одной из основных отраслей болгарской экономики. В Болгарии хорошо развиты все виды туризма — рекреационный, спортивный, культурный и другие. Болгария является особенно популярным местом туристическим направлением для оздоровительного, черноморского, горного,
культурно—археологического и спелеотуризма.

## Актуальное состояние
Число иностранных туристов (в тысячи), посетивших Болгарию по годам:
| Национальность                          | Туристопоток | Национальность | Туристопоток |
| --------------------------------------- | ------------ | -------------- | ------------ |
| Румыния                                 | 2 035 606    | Польша         | 474 984      |
| Турция                                  | 1 534 809    | Великобритания | 424 384      |
| Греция                                  | 1 290 313    | Франция        | 260 099      |
| Германия                                | 1 063 502    | Израиль        | 245 567      |
| Сербия                                  | 632 902      | Чехия          | 236 265      |
| Северная Македония                      | 609 591      | Австрия        | 217 541      |
| Россия                                  | 522 085      | Нидерланды     | 193 362      |
| Украина                                 | 487 984      | Италия         | 181 770      |
| Всего иностранных туристов — 12 368 363 |              |                |              |

## Развитие туризма в Болгарии
Предыстория организованного туризма в Болгарии начинается с паломничества к Гробу Господню в Иерусалим и Рильского монастыря. Кроме паломничества, болгары совершали торговые поездки в Дубровник, Константинополь, Бухарест, Вену и Будапешт.
Днём рождения организованного туризма в Болгарии считается 27 августа 1895 года, когда после восхождения на пик Черни-Врых горного массива Витоша был учреждён Клуб болгарских туристов — предшественник современного Болгарского союза туристов. Это произошло по инициативе Алеко Константинова.
В период от окончания Второй мировой войны до распада СССР Болгария развивалась по социалистическому пути. После не состоявшейся из-за разрыва между Сталиным и Тито Балканской федерации Болгария со своим выходом на южное побережье чёрного моря и живописным рельефом Балканских гор оказалась наиболее подходящей для туризма социалистической страной. В период с 1960-х по 1990-е годы в Болгарии активно строились ведомственные «дома отдыха», горные и морские станции для массового туризма и развивалась туристическая инфраструктура. Государство заботилось и активно поощряло все виды массового туризма — туризм пионеров, комсомольцев, трудовых коллективов и пр., почти всегда делая акцент на «роли БКП в организации активного отдыха трудящихся». Народная Республика Болгария была очень популярным туристическим направлением для жителей ГДР, Польши, Чехословакии и СССР.
10 ноября 1989 года пленум ЦК БКП проголосовал за отставку своего генерального секретаря и председателя Государственного совета Народной Республики Болгарии Тодора Живкова, на протяжении 37 лет возглавлявшего социалистическую Болгарию. В стране начались глубокие экономические и политические перемены. При переходе от плановой к рыночной экономике резко снизилось или полностью прекратилось государственное финансирование туризма. Одним из первых прекращение финансирования на погибающих государственных предприятиях сказалось на ведомственных «домах отдыха» и туристических мероприятиях для коллективов. Туристические дачи и станции стали разрушаться и разграбляться. Некоторые из них, как, например, на Бузлудже, не восстановлены и по сей день. С всеобщим снижением жизненного стандарта населения снизилась и посещаемость туристических объектов. Немногие состоятельные граждане предпочитали направления за только что упавшим железным занавесом.

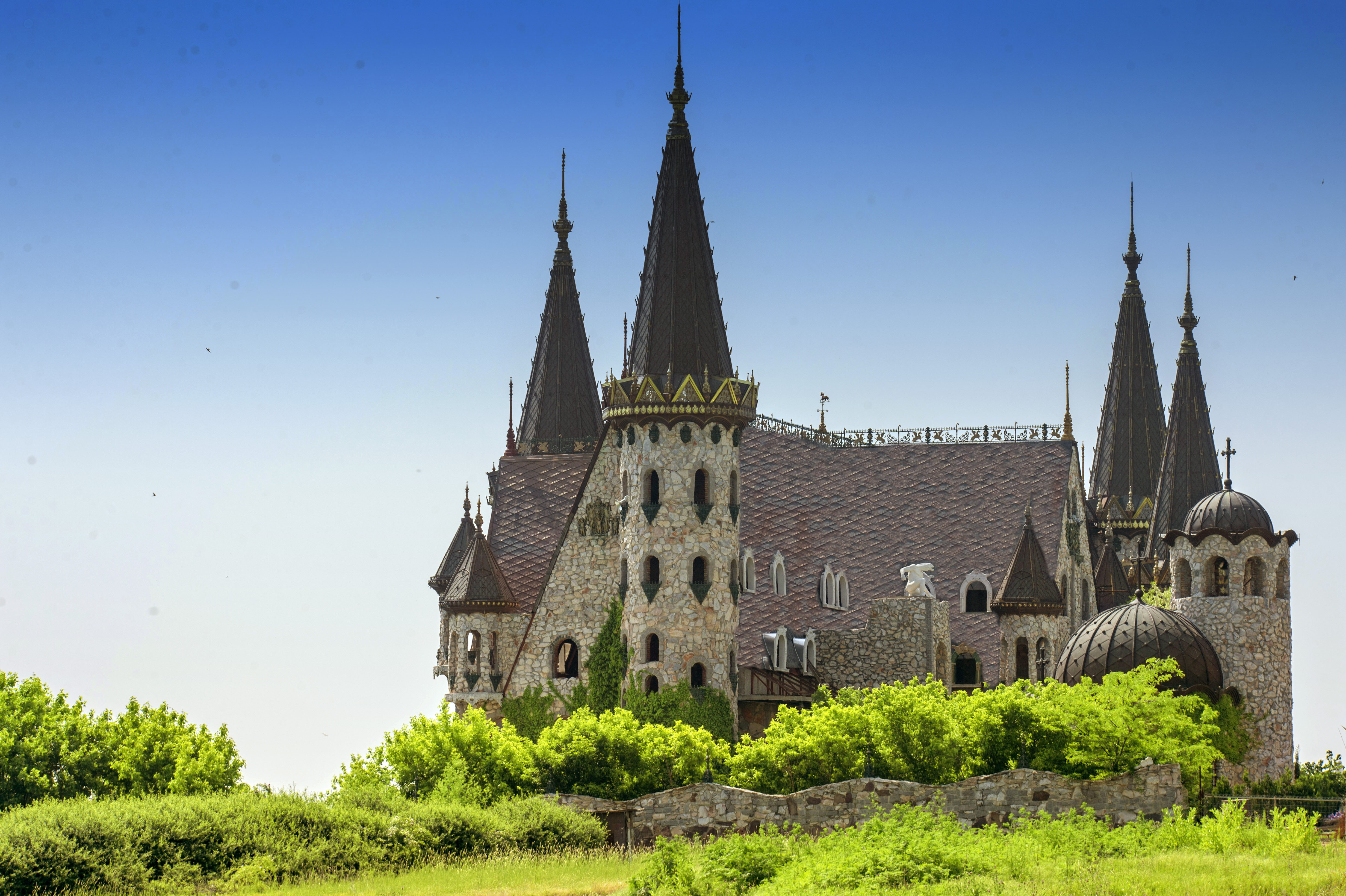
«Замок» в Равадиново

В начале 21-го века в Болгарии наладились рыночные производственно-экономические отношения, и болгарская экономика снова заработала. Туристическая отрасль, как и большинство экономических отраслей в стране, изменилась коренным образом. Вместо крупных домов и станций для массового туризма заработали тысячи частных отелей и ресторанов во всей стране, притом не только на черноморском побережье. Общины Болгарии поняли значение туризма для развития экономики их регионов и стали развивать свой туристический потенциал — обновлять старые и строить новые музеи и аттракционы; развивать дорожную сеть; улучшать туристические маршруты в горах, ставя информационные щиты, туристическую маркировку, беседки для отдыха и пр. Туристическая отрасль стала приоритетной на государственном уровне, и Министерство экономики и энергетики было переименовано в Министерство экономики, энергетики и туризма. Началось государственное финансирование отрасли, а после присоединения Болгарии к Европейскому союзу 1 января 2007 года — и европейское.
С повышением покупательной способности болгарского населения восстановился и туризм. На черноморское побережье стали возвращаться туристы из Румынии, Сербии и России и стали приезжать новые — из Германии и Великобритании. На курорты в Балканских горах тоже вернулись российские туристы и стали приезжать новые — из Греции. Для жителей Польши, Чехии и Словакии оказалось дешевле отдыхать на Адриатике. Хотя многие из них охотно едут в Болгарию, их количество всё-таки ниже. На черноморское побережье приезжают даже некоторые жители Скандинавских стран.

## Черноморский туризм в Болгарии
Вся восточная граница Болгарии — 394 км — проходит по Чёрному морю. Оно существенно менее солёное (18 ‰), чем Средиземное море (38 ‰) и Мировой океан (35 ‰). Концентрация хлорных анионов (Cl-) в прибрежной воде — 9,2 g/L в Созополе и Ахтополе, 9,5 g/L в Приморско и 9,7 g/L в Царево; йодных — 3 mg/L в Шабле и 1,4 g/L в Крапце. Хлорные и йодные анионы, в сочетании с морской солью и солнечными лучами, обладают сильным антисептическим и укрепляющим действием на кожу и помогают в лечении дерматозов. Рано утром, до восхода солнца, воздух на морском берегу насыщен йодными парами и отрицательными аэроионами, которые обладают сильным антисептическим и укрепляющим действием на лёгкие и помогают в лечении болезней дыхательных путей. Прогулки по колено в море помогают в лечении варикоза. Динамический напор волн при пребывании в море по пояс или по грудь, как и плавание, оказывает благотворное укрепляющее воздействие на опорно-двигательную, нервную системы и на желудочно-кишечный тракт и помогает в лечении их болезней. Морская вода на побережье Болгарии наиболее тёплая в августе — в среднем +21,9оС в Шабле, +22,4оС в Варне и +23,8оС в Бургасе.
Песчаные пляжи занимают 200 км всего черноморского побережья Болгарии. Согласно «Закону об устройстве черноморского побережья Болгарии», пляжи являются исключительно государственной собственностью Республики Болгарии, и все граждане имеют права свободного и бесплатного доступа к морскому берегу.
Самый холодный месяц на черноморском побережье Болгарии — январь, среднемесячная температура воздуха +0,8оС. Самый тёплый — июль, среднемесячная температура воздуха +22,6оС. Туристический сезон на черноморском побережье Болгарии начинается в мае и заканчивается в сентябре.